# Carlos Díaz Arcocha
Carlos Díaz Arcocha (Bilbao, 16 de agosto de 1932 - Vitoria, 7 de marzo de 1985 fue un militar vizcaíno. Tras ingresar en el Ejército de Tierra de España y servir en la Legión Española, alcanzó el rango de teniente coronel. Con la creación de la Ertzaintza, fue nombrado su primer jefe. Fue asesinado por ETA mediante una bomba colocada bajo su vehículo.